# Kimberly Kalee
Kimberly (Kim) Kalee (Almere, 7 maart 2002) is een Nederlands baanwielrenster.

## Carrière
Kalee nam in 2019 op zeventienjarige leeftijd voor het eerst deel aan het NK. Gelijk dat jaar won ze goud op het onderdeel teamsprint samen met Lonneke Geraerts. Bij het NK van 2022 won Kalee voor het eerst goud bij de tijdrit van 500 meter. Deze titel wist ze in de volgende twee edities te prolongeren. Bij haar eerste deelname aan de WK in 2024 reed ze de teamsprint en de 500 meter tijdrit. Bij de tijdrit moest ze het doen met een elfde plaats maar in de teamsprint reed ze naar een zilveren medaille. De teamsprint reed ze samen met Hetty van de Wouw en Steffie van der Peet. Kyra Lamberink was reserve.

## Palmares
| Jaar        | NK                                          | EK                                   | WK                            | Overige                |
| Als belofte | Als belofte                                 | Als belofte                          | Als belofte                   | Als belofte            |
| ----------- | ------------------------------------------- | ------------------------------------ | ----------------------------- | ---------------------- |
| 2022        |                                             | 10e 500m tijdrit                     |                               |                        |
| 2023        |                                             | 9e 500m tijdrit 9e sprint            |                               |                        |
| 2024        |                                             | 500m tijdrit · 4e keirin · 4e sprint |                               |                        |
| Als elite   |                                             |                                      |                               |                        |
| 2019        | teamsprint · 4e sprint                      |                                      |                               |                        |
| 2020        |                                             |                                      |                               |                        |
| 2021        | teamsprint · 4e 500m tijdrit · 5e keirin    |                                      |                               |                        |
| 2022        | 500m tijdrit · teamsprint · keirin · sprint |                                      |                               |                        |
| 2023        | 500m tijdrit · sprint · keirin              |                                      |                               |                        |
| 2024        | 500m tijdrit · sprint · keirin              | 11e 500m tijdrit                     | teamsprint · 10e 500m tijdrit |                        |
| 2025        |                                             | teamsprint                           |                               | NC Konya: · teamsprint |